# Chrysotus parilis
Chrysotus parilis är en tvåvingeart som beskrevs av Octave Parent 1926. Chrysotus parilis ingår i släktet Chrysotus och familjen styltflugor. Inga underarter finns listade i Catalogue of Life.